# Poreh (Lenteng)
Poreh is een bestuurslaag in het regentschap Sumenep van de provincie Oost-Java, Indonesië. Poreh telt 2994 inwoners (volkstelling 2010).